# Kenneth Eriksson
Kenneth Eriksson (n. 13 mai 1956, Comuna Vansbro, Comitatul Dalarna, Suedia) este un pilot de raliuri suedez din WRC acum retras din activitate. El a concurat pentru mai multe echipe oficiale, printre care echipele Subaru World Rally Team, Mitsubishi, Hyundai și Škoda. A fost campionul grupei A din 1986 în singurul an al competiției. Performanța sa a fost umbrită de decesele care au avut loc în acel sezon.
Cea mai bună plasare a sa în clasamentul mondial a fost cel de-al treilea loc pentru Mitsubishi în anul 1995. El a câștigat în mod controversat Raliul Suediei în acel an sub presiunea tânărului coechipier Tommi Mäkinen și al campionului din acel an Colin McRae de la Subaru World Rally Team în etapa din Australia. Apoi a trecut la Subaru pentru sezonul din 1996 pentru a concura pe Impreza WRC alaturi de McRae. El a excelat pentru Subaru în etapele de macadam ale campionatului. Italianul Piero Liatti și-a asumat adesea aceeași responsabilitate pentru etapele de asfalt. Până la sfârșitul sezonului 1997, Eriksson și copilotul obișnuit, Staffan Parmander, au adunat șase victorii individuale WRC. Acestea au inclus o victorie faimosă la bordul Impreza în Noua Zeelandă în 1997, ocazie cu care a profitat de impactul cu o oaie a fostului lider al raliului, Carlos Sainz. Între 1995 și 1997, el a obținut și un hat-trick de titluri de raliuri în campionatul Asia-Pacific.
După ce a încheiat al patrulea Raliul Suediei din 1998, Eriksson a fost eliberat din contractul său de la Subaru pentru a trece la echipa Hyundai. El a fost asociat ca pilot oficial atât pentru modelul Hyundai Coupe Kit-Car, cât și pentru Hyundai Accent WRC împreuna cu alt fost pilot Subaru, Alister McRae. Locul al 6-lea la Raliul Marii Britanii din 2001, a reprezentat singura ocazie în care a inscris punte pentru echipă, la ultima raliul pentru Hyundai. Ultimul său sezon în WRC a fost alături de echipa Škoda, în 2002, cu o nouă navigatoare, Tina Thörner, în urma retragerii lui Parmander. Noul său coleg de echipă era tânărul Toni Gardemeister.
Eriksson a părăsit campionatul mondial la sfârșitul anului 2002. De atunci, el a participat în competiția Race to the Sky desfășurată în Valea Cardrona, Noua Zeelandă. A terminat al doilea în 2005, 2006 și 2007.

## Victorii WRC
| # | Eveniment                        | Sezon | Copilot           | Automobil                       |
| - | -------------------------------- | ----- | ----------------- | ------------------------------- |
| 1 | 19ème Rallye Côte d'Ivoire       | 1987  | Peter Diekmann    | Volkswagen Golf GTI 16V         |
| 2 | 40th International Swedish Rally | 1991  | Staffan Parmander | Mitsubishi Galant VR-4          |
| 3 | 44th International Swedish Rally | 1995  | Staffan Parmander | Mitsubishi Lancer Evolution II  |
| 4 | 8th Telstra Rally Australia      | 1995  | Staffan Parmander | Mitsubishi Lancer Evolution III |
| 5 | 46th International Swedish Rally | 1997  | Staffan Parmander | Subaru Impreza WRC 97           |
| 6 | 27th Smokefree Rally New Zealand | 1997  | Staffan Parmander | Subaru Impreza WRC 97           |

## Rezultate Wrc
| An   | Echipă                     | Automobil                   | 1       | 2       | 3       | 4       | 5       | 6       | 7       | 8       | 9       | 10      | 11      | 12      | 13      | 14      | WDC | Points |
| ---- | -------------------------- | --------------------------- | ------- | ------- | ------- | ------- | ------- | ------- | ------- | ------- | ------- | ------- | ------- | ------- | ------- | ------- | --- | ------ |
| 1980 | Kenneth Eriksson           | Saab 96 V4                  | MON     | SWE 51  | POR     | KEN     | GRC     | ARG     | FIN     | NZL     | ITA     | FRA     | GBR     | CIV     | -       | 0       |     |        |
| 1981 | Kenneth Eriksson           | Saab 96 V4                  | MON     | SWE 31  | POR     | KEN     | FRA     | GRC     | ARG     | BRA     | FIN     | ITA     | CIV     | GBR     | -       | 0       |     |        |
| 1982 | Kenneth Eriksson           | Saab 96 V4                  | MON     | SWE 15  | POR     | KEN     | FRA     | GRC     | NZL     | BRA     | FIN     | ITA     | CIV     | GBR     | -       | 0       |     |        |
| 1983 | Kenneth Eriksson           | Opel Ascona 400             | MON     | SWE 16  | POR     | KEN     | FRA     | GRC     | ARG     | BRA     | FIN     | ITA     | CIV     | GBR     | -       | 0       |     |        |
| 1984 | Opel Team Sweden           | Opel Kadett GT/E            | MON     | SWE 7   | POR     | KEN     | FRA     | GRC     | ARG     | BRA     | FIN     | ITA     | CIV     | 36      | 4       |         |     |        |
| 1984 | Kenneth Eriksson           | Opel Kadett GSI             | GBR Ret |         |         |         |         |         |         |         |         |         |         | 36      | 4       |         |     |        |
| 1985 | Peugeot Talbot Sport       | Peugeot 205 Turbo 16        | MON     | SWE 10  | POR     | KEN     | FRA     | GRC     | NZL     | ARG     | FIN     | ITA     | CIV     | GBR     | 68      | 1       |     |        |
| 1986 | Volkswagen Motorsport      | Volkswagen Golf GTi 16V     | MON 9   | SWE 7   | POR Ret | KEN Ret | FRA 8   | GRC 7   | NZL 7   | ARG 5   | FIN 12  | CIV     | ITA 5*  | GBR 11  | USA     | 10      | 25  |        |
| 1987 | Volkswagen Motorsport      | Volkswagen Golf GTi 16V     | MON 5   | SWE 8   | POR 3   | KEN Ret | FRA Ret | GRC Ret | USA     | NZL 2   | ARG 4   | FIN     | CIV 1   | ITA     | GBR 9   | 4       | 70  |        |
| 1988 | Toyota Team Europe         | Toyota Supra Turbo          | MON     | SWE     | POR     | KEN 4   | 12      | 22      |         |         |         |         |         |         |         |         |     |        |
| 1988 | Toyota Team Europe         | Toyota Celica GT-Four ST165 | FRA 6   | GRC Ret | USA     | NZL     | 12      | 22      | ARG     | FIN Ret | CIV     | ITA 6   | GBR Ret |         |         |         |     |        |
| 1989 | Toyota Team Europe         | Toyota Celica GT-Four ST165 | SWE 3   | MON     | POR     | KEN     | FRA     | GRC Ret | NZL     | ARG     | FIN 4   | AUS 2   | ITA     | CIV     | GBR 4   | 6       | 47  |        |
| 1990 | Mitsubishi Ralliart Europe | Mitsubishi Galant VR-4      | MON Ret | POR Ret | KEN     | FRA     | GRC Ret | NZL     | ARG     | FIN 3   | AUS Ret | ITA     | CIV     | GBR 2   | 8       | 27      |     |        |
| 1991 | Mitsubishi Ralliart Europe | Mitsubishi Galant VR-4      | MON Ret | SWE 1   | POR     | KEN     | FRA     | GRC 7   | NZL     | ARG     | FIN 3   | AUS 2   | ITA     | CIV     | ESP     | GBR 2   | 5   | 66     |
| 1992 | Mitsubishi Ralliart Europe | Mitsubishi Galant VR-4      | MON Ret | SWE     | POR Ret | KEN     | FRA     | GRC Ret | NZL     | ARG     | FIN     | AUS     | ITA     | CIV     | ESP     | GBR 7   | 41  | 4      |
| 1993 | Mitsubishi Ralliart        | Mitsubishi Lancer RS        | MON 4   | SWE     | POR 5   | KEN     | FRA     | GRC Ret | ARG     | NZL     | FIN 5   | AUS     | ITA     | ESP     | GBR 2   | 6       | 41  |        |
| 1994 | Mitsubishi Ralliart        | Mitsubishi Lancer RS        | MON 5   | POR     | KEN     | FRA     | 12      | 18      |         |         |         |         |         |         |         |         |     |        |
| 1994 | Mitsubishi Ralliart        | Mitsubishi Lancer Evo II    | GRC Ret | ARG     | NZL 4   | FIN     | 12      | 18      | ITA     | GBR     |         |         |         |         |         |         |     |        |
| 1995 | Mitsubishi Ralliart        | Mitsubishi Lancer Evo II    | MON     | SWE 1   | POR     | FRA     | 3       | 48      |         |         |         |         |         |         |         |         |     |        |
| 1995 | Mitsubishi Ralliart        | Mitsubishi Lancer Evo III   | NZL 5   | AUS 1   | ESP     | GBR Ret | 3       | 48      |         |         |         |         |         |         |         |         |     |        |
| 1996 | 555 Subaru WRT             | Subaru Impreza 555          | SWE 5   | KEN 2   | IDN Ret | GRC 5   | ARG 3   | FIN 5   | AUS 2   | ITA 5   | ESP 7   | 4       | 78      |         |         |         |     |        |
| 1997 | 555 Subaru WRT             | Subaru Impreza WRC'97       | MON     | SWE 1   | KEN Ret | POR Ret | ESP     | FRA     | ARG 3   | GRC Ret | NZL 1   | FIN Ret | IDN 3   | ITA     | AUS Ret | GBR Ret | 5   | 28     |
| 1998 | 555 Subaru WRT             | Subaru Impreza WRC'97       | MON     | SWE 4   | KEN     | 14      | 3       |         |         |         |         |         |         |         |         |         |     |        |
| 1998 | Hyundai Motor Sport        | Hyundai Coupé Kit Car       | POR Ret | ESP 21  | FRA     | 14      | 3       | ARG Ret | GRC Ret |         |         |         |         |         |         |         |     |        |
| 1998 | Hyundai Motor Sport        | Hyundai Coupe Kit Car Evo2  | NZL 20  | FIN Ret | ITA Ret | 14      | 3       | AUS 22  | GBR Ret |         |         |         |         |         |         |         |     |        |
| 1999 | Hyundai Motor Sport        | Hyundai Coupe Kit Car Evo2  | MON     | SWE Ret | KEN     | POR 14  | ESP Ret | FRA     | ARG     | GRC 15  | NZL 17  | FIN Ret | CHN 11  | ITA Ret | AUS 9   | GBR 25  | -   | 0      |
| 2000 | Hyundai Castrol WRT        | Hyundai Accent WRC          | MON     | SWE 13  | KEN     | POR Ret | ESP 23  | ARG 8   | GRC Ret | NZL 5   | FIN 15  | CYP     | FRA Ret | ITA 45  | AUS 4   | GBR Ret | 11  | 5      |
| 2001 | Hyundai Castrol WRT        | Hyundai Accent WRC          | MON     | SWE 8   | 21      | 1       |         |         |         |         |         |         |         |         |         |         |     |        |
| 2001 | Hyundai Castrol WRT        | Hyundai Accent WRC2         | POR 7   | ESP     | 21      | 1       | ARG Ret | CYP Ret | GRC Ret | KEN     | FIN 12  | NZL 10  | ITA     | FRA     | AUS 12  | GBR 6   |     |        |
| 2002 | Škoda Motorsport           | Škoda Octavia WRC Evo2      | MON 13  | SWE Ret | FRA Ret | ESP 17  | CYP 9   | ARG 6   | GRE 14  | KEN Ret | 18      | 1       |         |         |         |         |     |        |
| 2002 | Škoda Motorsport           | Škoda Octavia WRC Evo3      | FIN Ret | GER 10  | ITA 11  | NZL Ret | AUS 8   | GBR 13  |         |         | 18      | 1       |         |         |         |         |     |        |